# Ghayath Almadhoun

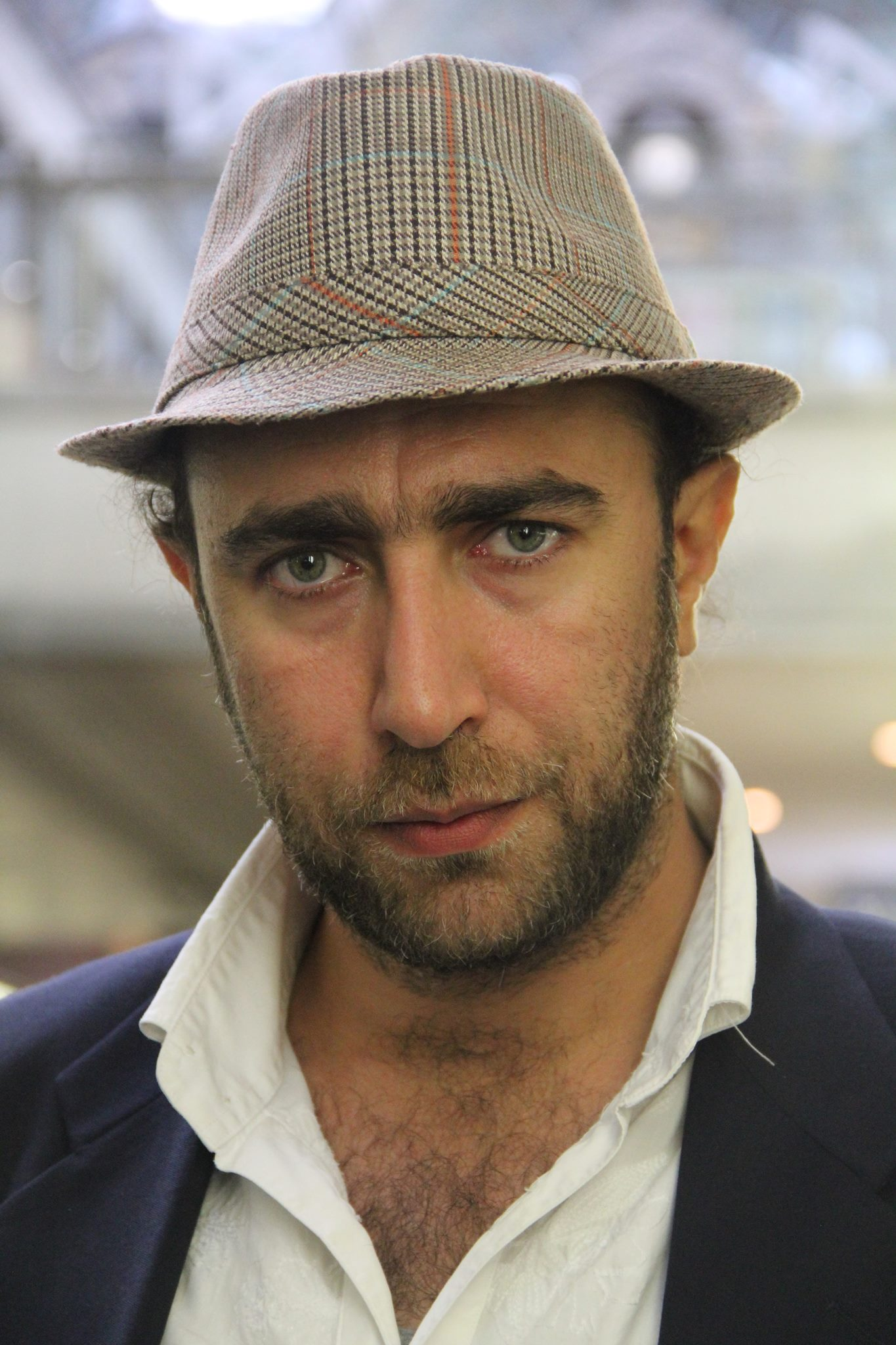

Ghayath Almadhoun, (arabiska: غياث المدهون) född 19 juli 1979 i Damaskus i Syrien, är en palestinsk poet.

## Biografi
Ghayath Almadhoun är en palestinsk poet född i Damaskus 1979. Han har bott i Stockholm sedan 2008. Almadhoun har publicerat fyra diktsamlingar, den senaste "Adrenalin" i Milano 2017.
I Sverige har två av hans diktsamlingar översatts och publicerats: Asylansökan (Ersatz, 2010) och Till Damaskus (Albert Bonniers Förlag, 2014) tillsammans med den svenska poeten Marie Silkeberg. Boken hyllades i de flesta stora svenska tidningar och har också satts upp på Radioteatern. Med Silkeberg har Almadhoun också gjort flera poesifilmer.
Den berömda amerikanska konstnären Jenny Holzer har projicerat många dikter av Almadhoun i Danmark, USA och Italien.
Hans arbete har översatts till mer än 15 språk, bland annat diktsamlingen Adrenalin där ett urval av hans dikter har översatts till engelska hos Action Books i USA. I fyra månader var Adrenalin på SPD, Small Press Distributionslista för bästsäljande poesi och 2018 var boken på BTBA:s långa lista för bäst översatta bokpriset.
Boken "Ein Raubtier namens Mittelmeer", som består av ett urval av Almadhouns dikter översatta till tyska hos bokförlaget Arche hamnade på första plats på listan för de bäst översatta böcker till tyska ”Litprom-Bestenliste/sommaren 2018”.
Almadhoun tillbringar nu ett år i Berlin som ”Artist in Residence” vid Berliner Künstlerprogramm des DAAD.

## Poesifilmer
- Ödeläggelse IV  Stockholm – Gaza, 2009
- The City, 2012
- Your Memory is My Freedom, 2012
- The Celebration, 2014
- SNOW, 2015
- Évian, 2020 - Best Poetry Film 2020 - ZEBRA poetry film festival. ZEBRA poetry film festival

## Prizes
- 2005 Almazraa prize
- 2008 Damascus Arab Capital of Culture for Young Writers Prize
- 2012 Klas de Vylders prize
- 2019 The DAAD Artists-in-Berlin Program award scholarship (Berliner Künstlerprogramm des DAAD)